# Revilla-Cabriada
Revilla-Cabriada es una localidad y antiguo municipio de Castilla la Vieja, que actualmente forma parte de la comunidad autónoma de Castilla y León, en la provincia de Burgos. Está situada en la comarca del Arlanza y en la actualidad esta dentro del Ayuntamiento de Lerma.

## Demografía
| Gráfica de evolución demográfica de Revilla Cabriada entre 1842 y 1970 |
| |
| Población de derecho según los censos de población del INE. Población de hecho según los censos de población del INE.Entre el censo de 1857 y el anterior, crece el término del municipio porque incorpora a Villoviado. Entre el censo de 1981 y el anterior, este municipio desaparece porque se integra en el municipio Lerma. |

Evolución de la población
| Gráfica de evolución demográfica de Revilla-Cabriada entre 2000 y 2017 |
|                                                                        |
| Población de derecho (2000-2017) según el padrón municipal del INE     |

## Situación
Situada al este del municipio, junto a Villoviado y Castrillo Solarana, dista 4 km de Lerma, capital del municipio. En el valle del río Revilla, que recibe su afluente Vegarroyos que viene de Cebrecos, en la Sierra de la Demanda.

## Evolución
En 1842 tenía 34 hogares y 111 vecinos.
Entre el censo de 1857 y el anterior, crece el término del municipio porque incorpora a 095192 Villoviado, pasando a 97 hogares y 347 habitantes.
Entre el censo de 1981 y el anterior, este municipio desaparece porque se integra en el municipio 09194 Lerma, entonces tenía solo 47 hogares y 142 habitantes.

## Historia
Así se describe a Revilla-Cabriada en el tomo XIII del Diccionario geográfico-estadístico-histórico de España y sus posesiones de Ultramar, obra impulsada por Pascual Madoz a mediados del siglo XIX:

Lugar cabeza de ayuntamiento que forma con Villoviado y Rabé de los Escuderos, en la provincia, audiencia territorial, capitanía general de Burgos (7 ½ leguas), partido judicial y diócesis vere nullius de Lerma (1). Situado en los confines del valle de Solarana con el de Vega Arroyo; goza de buena ventilación y clima frío, pero sano; las enfermedades comunes son fiebres intermitentes. Tiene 74 casas; escuela de instrucción primaria; una iglesia parroquial (Santa Cruz) servida por un cura párroco. El término confina N Santa Inés y Quintanilla del Agua; E Castrillo de Solarana; S Villoviado, y O Lerma. El terreno participa de monte y llano; le fertilizan dos arroyos; le cruzan varios caminos locales y provinciales. Producciones: cereales, legumbres y vino; cría ganado lanar y cabrío, y caza menor. Población: 34 vecinos, 111 almas. Capital productivo: 754.900 reales. Imponible: 70.865. Contribución: 3.198 reales 5 maravedíes.
Diccionario geográfico-estadístico-histórico de España y sus posesiones de Ultramar

Las fiestas patronales se celebran el 18 de agosto en honor a Santa Elena y el 14 de septiembre, día de la Cruz.